# Pedrezuela
Pedrezuela er en by og kommune i det centrale Spanien i Madrid-regionen. Den har et indbyggertal på 6.467 (2024) indbyggere.